# Pedro de Urrea
|  | Aquest article tracta sobre el bisbe de Girona del segle XIV. Si cerqueu l'arquebisbe de Tarragona del segle XV, vegeu «Pero Ximénez de Urrea i de Bardaixí». |

Pedro de Urrea fou bisbe de Girona. Pertanyia al llinatge dels comtes d'Aranda d'Aragó i fou l'immediat successor de Pere de Rocabertí i Desfar. Les dates del seu episcopat no són clares segons criteri de Roig i Jalpí del que esmenta que Gastó de Montcada presentà la petició de trasllat del bisbat d'Osca al de Girona el 3 de gener de 1328 pel que la seu devia estar en possessió de Pedro de Urrea o bé vacant.